# Bahnhof Lissabon Entrecampos
Der Bahnhof Entrecampos ist ein viergleisiger Bahnhof in der portugiesischen Hauptstadt Lissabon, gelegen an der Linha de Cintura in der Stadtgemeinde Avenidas Novas. Nördlich des Bahnhofes befindet sich der U-Bahnhof der Metro Lissabon mit dem Namen Entre Campos, westlich des Bahnhofes befindet sich ein schmaler Haltepunkt der den Namen Entrecampos-Poente trägt. Der Bahnhofskomplex gehört zu den wichtigsten Eisenbahnstationen in Portugal. Der Bahnhof liegt in Lissabon zwischen der Praça de Entrecampos und dem Campo Pequeno.

## Anlage

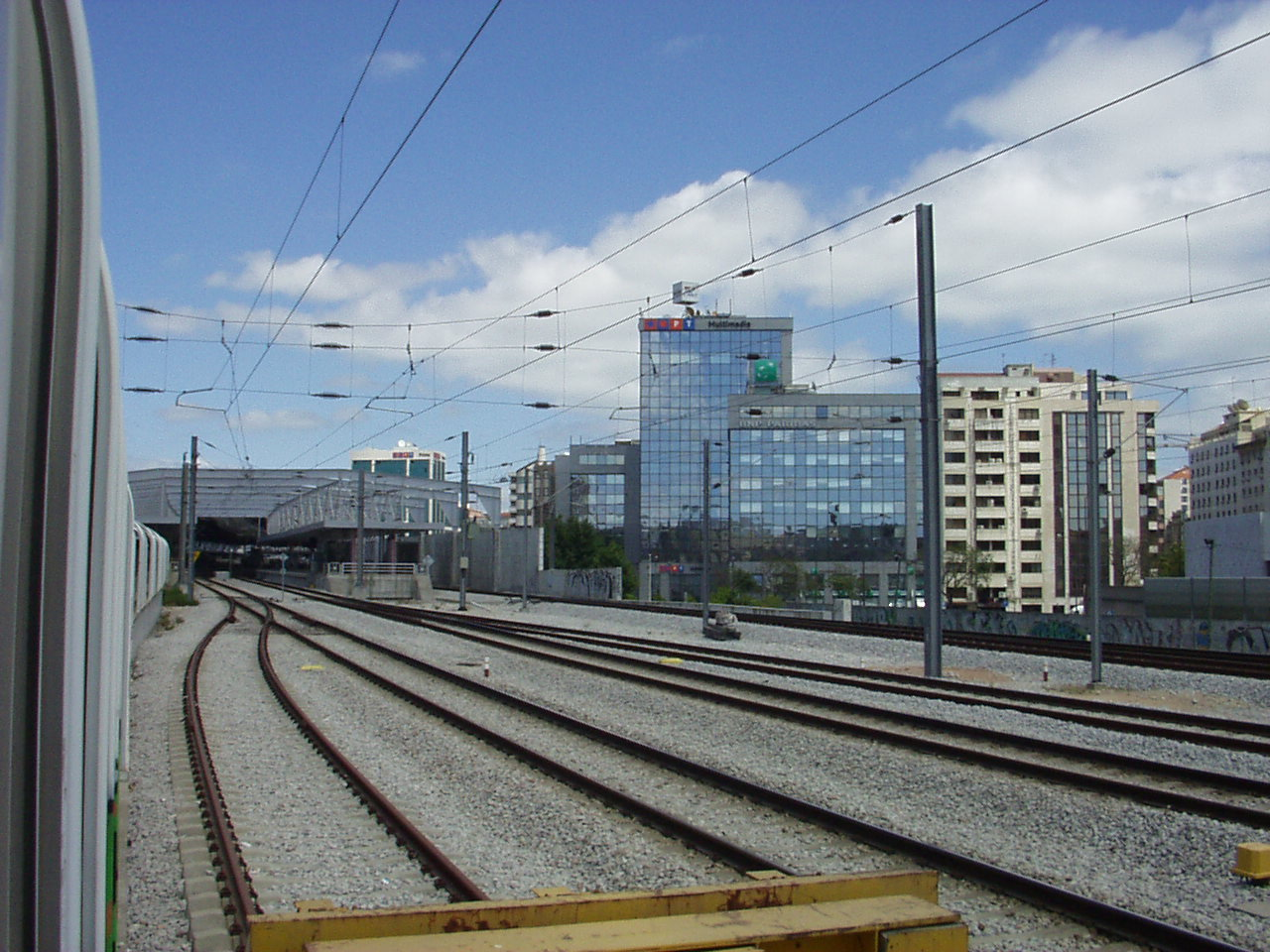
Einmündung der zwei zusätzlichen Poente-Gleise in die Hauptgleise

Die Bahnhofsanlage von Entrecampos verfügt über bis zu fünf eigenständige Einheiten mit unterschiedlichen Namen:
- Entre Campos: Metro Lissabon, eröffnet 1959
- Entrecampos: CP, eröffnet 1888
- Entrecampos-Poente; CP, eröffnet 2003
- Rego: CP, eröffnet 1960, stillgelegt 1995
- 5 de Outobro: CP, eröffnet 1995, stillgelegt 2002

## Geschichte
Eröffnet wurde der Bahnhof am 20. Mai 1888, als die Linha de Cintura zwischen Campolide und Braço de Prata beziehungsweise Santa Apolónia in Betrieb ging. Er war von Anfang an vierspurig ausgelegt, dies auf Grund des viergleisigen Abschnitts in Richtung Sete Rios.
1957 wurden die gesamten Geleise der Linha de Cintura elektrifiziert, auch wenn die Ausschreibung bereits 1926 begonnen hatte. In den 1960er Jahren erhielt der Bahnhof westwärts eine Erweiterung namens Rego.
1995 ging 200 Meter westlich des Bahnhofs, auf der anderen Seite der Avenida 5 de Outobro der Haltepunkt 5 de Outobro in Betrieb. Der Kopfbahnsteig war anlässlich der Expo 1998 erbaut worden, um hier endende Züge der Linha de Sintra/Linha do Oeste aufnehmen zu können. Der bisherige Haltepunkt Rego musste weichen. 2002 wurde die Haltestelle wieder stillgelegt und durch die zweigleisige Durchgangshaltestelle Entrecampos-Poente ersetzt, welche heute alle in Entrecampos endenden Züge aufnimmt. Die Hauptlinie führt dabei vierspurig an Entrecampos-Poente vorbei, zur Erschließung des Bahnhofs wurden zwei zusätzliche Geleise gelegt, welche unmittelbar vor dem Hauptteil wieder in die vier Hauptgleise einmünden.
1999 wurde der Bahnhof grundlegend modernisiert, da seine Bedeutung durch die im selben Jahr erfolgte Eröffnung der über die Ponte 25 de Abril führende Linha do Sul stark anstieg. Neu wurde er auch von allen Fernverkehrszügen der CP nach Südportugal und durch die Fertagus-Regionalzüge nach Coina bzw. Setúbal bedient.
2003 wurde der Vierspurabschnitt von Entrecampos bis Roma-Areeiro weitergeführt, auch der restliche Ausbau der Linha de Cintura bis Chelas ist mittelfristig anlässlich des geplanten, vorübergehend jedoch auf Eis gelegten Projekts der Terceira Travessia do Tejo.

## Verkehr

### Fernverkehr
In Entrecampos halten alle Fernverkehrszüge, welche über die Ponte 25 de Abril nach Süden Richtung Algarve bzw. Alentejo verkehren:
- Alfa Pendular: Porto-Campanhã–Coimbra-B–Lissabon-Oriente–Lissabon-Entrecampos–Pinhal Novo–Faro
- Intercidades: Lissabon-Oriente–Lissabon Entrecampos–Pinhal Novo–Évora/Béja/Faro

### Regionalverkehr
Im Bahnhof halten auch Vorortszüge der CP Urbanos de Lisboa. Die Linha de Azambuja bedient den Bahnhof mit der Relation Alcântara-Terra–Azambuja, die Linha de Sintra mit den beiden Verbindungen Mira Sintra Meleças–Oriente und Sintra–Alverca.
Des Weiteren halten auch die Fertagus-Züge von Roma-Areeiro nach Coina und Setúbal und CP-Regionalzüge zwischen Santa Apolónia und Caldas da Rainha.
In Entrecampos-Poente finden einige InterRegional-Züge über die Linha de Sintra und Linha do Oeste nach Caldas da Rainha ihren Anfang, zudem halten weitere InterRegional von Santa Apolónia nach Caldas da Rainha oder Coimbra-A im Bahnhof.

## U-Bahnhof
Der U-Bahnhof Entre Campos gehört zu den ersten elf U-Bahn-Stationen Lissabons, die am 29. Dezember 1959 eröffnet wurden. Er liegt an der Linha Amarela, welche von Odivelas nach Rato führt.